# 江寺 (曲水县)
江寺，又译“江古寺”，位于西藏自治区拉萨市曲水县南木乡江村，是一座藏传佛教格鲁派寺院。

## 简介
江寺距拉萨市区30多公里，建在三面环山的山谷中。该寺是热堆寺的属寺之一，热堆寺的其他属寺还有聂塘卓玛拉康、贡布拉康、仁青林日追。
依照惯例，热堆寺每年冬季主办“姜贡曲”法会，该法会是西藏自治区最大的藏传佛教辩经法会。每年藏历十一月三日至十一月二十八日（公历约12月中旬至次年1月上旬），来自哲蚌寺、色拉寺、甘丹寺、大昭寺、热堆寺的数百名僧人举办为期25天的“姜贡曲”法会，主要内容为诵经辩经，检验僧人在佛学上的造诣，并考取学位。江寺经常是“姜贡曲”法会的举办地点。例如2003年，来到江寺参加法会的年轻喇嘛及各寺院喇嘛工作人员将近600人，吸引了参会寺院近七成的学经班年轻喇嘛参加。